# Janík (okres Košice-okolí)
Janík, do roku 1948 Janov, (maďarsky Jánok) je obec na Slovensku v okrese Košice-okolí. Obec se nachází na úpatí severovýchodního svahu Abovské pahorkatiny v blízkosti Slovensko-maďarské státní hranice. Rozloha katastrálního území činí 19,87 km². Žije zde 600 obyvatel.
V obci se nachází římskokatolický kostel Narození Panny Marie z roku 1770.

## Historie
Janík je poprvé písemně zmíněn v roce 1285 jako Ianuk, další historická jména byly Ianok (1302), Janoc, Jenk, Januk (1332-35) a Janok (1630). Po tureckých nájezdech došlo ke značnému vylidnění oblasti. V roce 1828 zde bylo 122 domů a 908 obyvatel, kteří byli zaměstnáni jako rolníci.  Do roku 1918 bylo území obce součástí Uherska. V důsledku první vídeňské arbitráže bylo v letech 1938 až 1944 součástí Maďarska. Při sčítání lidu v roce 2011 žilo v Janíku 571 obyvatel, z toho 291 Slováků, 244 Maďarů, dva Rusíni, jeden Moravan, jeden Čech a jeden Ukrajinec. Dva obyvatelé uvedli jinou etnickou příslušnost a 29 obyvatel svou etnickou příslušnost neuvedlo.